# العقبة (خيران المحرق)

تعديل مصدري - تعديل

العقبة هي إحدى قرى عزلة الدانعى بمديرية خيران المحرق التابعة لمحافظة حجة، بلغ تعداد سكانها 49 نسمة حسب تعداد اليمن لعام 2004.